# Convenzione internazionale per la protezione dei vegetali
La Convenzione internazionale per la protezione dei vegetali (in inglese International Plant Protection Convention, IPPC) è un trattato internazionale siglato il 6 dicembre 1951, a Roma. La convenzione ha la finalità di curare la tutela di qualsiasi tipo di pianta, siano queste colture agrarie ma anche flora naturale e spontanea. Inoltre, la convenzione si pone l'obiettivo di regolare la lotta ai parassiti. Il trattato è stato firmato dai rappresentanti di 180 Stati.

## Storia
La convenzione ha visto la luce durante i lavori della sesta sessione, nel 1951, della FAO. Nel 1997, la convenzione è stata oggetto di un procedimento di revisione al fine di dirimere aspetti interpretativi controversi. Il trattato è entrato in vigore con la ratifica da parte di tre firmatari.

## RPPO e NPPO
La Convenzione ha delineato i principi per creare due entità a livello regionale e nazionale: l'Organizzazione Regionale per la Protezione delle Piante e l'Organizzazione Nazionale per la Protezione delle Piante

### Organizzazione Regionale per la Protezione delle Piante
Per Organizzazione Regionale per la Protezione della Piante (RPPO) si intende un'associazione intergovernativa responsabile della cooperazione internazionale nel campo della protezione dei vegetali. 

#### Organizzazioni esistenti
In attuazione della Convenzione Internazionale sono state istituite nel mondo dieci RPPO, che sono le seguenti:
- Asia and Pacific Plant Protection Commission (APPPC)
- Caribbean Plant Protection Commission (CPPC)
- Comité de Sanidad Vegetal del Cono Sur (COSAVE)
- European and Mediterranean Plant Protection Organization (EPPO)
- Interafrican Phytosanitary Council (IAPSC)
- North American Plant Protection Organization (NAPPO)
- Near East Plant Protection Organization (NEPPO)
- Organismo Internacional Regional de Sanidad Agropecuaria (OIRSA)
- Pacific Plant Protection Organization (PPPO)

#### Compiti
Ciascuna RPPO ha il compito di:
- collaborare con le Organizzazioni Nazionali per la Protezione delle Piante (NPPO) della propria Regione
- collaborare con le RPPO delle altre Regioni
- collaborare nell’ambito della FAO con il Segretariato della Convenzione Internazionale per la Protezione delle Piante.

### Organizzazione Nazionale per la Protezione delle Piante
Per Organizzazione Nazionale per la Protezione delle Piante (NPPO) si intende un'organizzazione ufficiale che opera a livello nazionale ed è responsabile della difesa dei vegetali.

#### Compiti
Le Organizzazioni Nazionali per la Protezione delle Piante sono state istituite dai governi nazionali che hanno aderito alla Convenzione Internazionale per la Protezione delle Piante in attuazione della Convenzione stessa. Tali organizzazioni hanno il compito di:
- proteggere le risorse vegetali (piante coltivate, selvatiche e acquatiche) mediante l'adozione di appropriate misure fitosanitarie;
- favorire la sicurezza alimentare e ambientale mediante procedure che assicurino l'assenza di organismi nocivi;
- favorire la sicurezza del commercio internazionale dei prodotti agricoli mediante sistemi e procedure adeguate di certificazione fitosanitaria.

Le NPPO operano mediante controlli ufficiali condotti da personale adeguatamente formato e debitamente autorizzato, che riguardano: 
- i vegetali e prodotti vegetali oggetto di esportazione, per cui vengono rilasciati i certificati fitosanitari di esportazione;
- i vegetali oggetto di importazione, che vengono controllati attraverso i punti di ingresso doganali;
- le piante coltivate e le piante selvatiche, che vengono controllate sul territorio (vivai, aziende agricole, zone boschive, ecc.).

#### Modelli organizzativi
Le NPPO dipendono generalmente dai Ministeri dell'Agricoltura. I modelli organizzativi più diffusi sono di due tipi:
- modello centralizzato, in cui gli uffici periferici, con le strutture e il personale, dipendono direttamente dal Ministero dell'Agricoltura:
- modello decentrato, in cui il Ministero dell'Agricoltura ha compiti di indirizzo e coordinamento, mentre gli uffici periferici con il relativo personale dipendono da strutture regionali autonome o semiautonome.